# Powiat Kitakanbara
Powiat Kitakanbara (jap. 北蒲原郡 Kitakanbara-gun) – powiat w Japonii, w prefekturze Niigata. W 2024 roku liczył 14 109 mieszkańców.

## Miejscowości
- Seirō